# 丸金
株式会社丸金（まるきん、英: MARUKIN CO.,LTD.） は 生活雑貨を卸売りをする総合商社である。1937年（昭和12年）創業。本社は大阪府東大阪市に所在。

## 概要
主な取扱商品は、家庭用品、キッチン、バス・サニタリー、リビング、収納用品、健康用品など。
国内及び海外の生活雑貨を扱うなかで、それに伴う輸入・輸出業務を手がけている。海外の主な取引先はアジアである。
本社のほかに関東営業所が埼玉県三郷市に所在。

## 沿革
- 1937年（昭和12年）2月 - 丸金商店（個人商店）創業
- 1954年（昭和29年）12月 - 株式会社丸金商店設立（資本金100万円）
- 1966年（昭和41年）4月 - 大阪市生野区新今里4丁目に本社ビル竣工
- 1970年（昭和45年）4月 - 「株式会社丸金」に社名変更
- 1979年（昭和54年）1月 - 東大阪営業所開設
- 1982年（昭和57年）1月 - 全国家庭用品卸商業協同組合（全家協）に加入
- 1985年（昭和60年）7月 - 現在地に事業所を統合
- 1994年（平成6年）6月 - 東京営業所（現：関東営業所）開設
- 2009年（平成21年） 2月 - 輸出業務開始。ベトナム法人向けに日本の生活雑貨を販売
- 2012年（平成24年） 3月 - 会社で「TPM活動」に取り組む
- 2014年（平成26年） 7月 - 一部の物流業務をお取引先様と3PL方式で取り組み
- 2017年（平成29年） 2月 - 創業80周年記念式典開催
- 2017年（平成29年） 2月 - 従来の卸売事業に加えて、ECプラットフォームを活用して小売事業を開始
- 2019年（令和 1年） 10月 - 小売事業を本格的に展開するためにECショップ「丸福商店」をOPEN
- 2020年（令和 2年） 12月 - 他法人様の物流加工業務を開始
- 2021年（令和 3年） 6月 - 当社ホームページを兼ねた自社サイト「丸金商店」をOPEN